# ایکینجی عالی‌بیگلی
ایکینجی عالی بیگلی (به لاتین: İkinci Alıbəyli) یک منطقه مسکونی در جمهوری آذربایجان است که در شهرستان آق‌دام واقع شده است.